# Lenka Šarounová
Lenka Kotková, rojena Šarounová, češka astronomka, * 26. julij 1973, Dobřichovice, Češkoslovaška (sedaj Češka).

## Delo
Šarounová je odkrila 255 asteroidov, med njimi 28019 Warchal (2002) in 17600 Dobřichovice (2003).
1. 1 2  Prabook — 2018.